# Holochilus
Holochilus is een geslacht van zoogdieren uit de familie van de Cricetidae. De wetenschappelijke naam van het geslacht werd in 1835 gepubliceerd door Johann Friedrich von Brandt.

## Soorten
Er worden 7 soorten in dit geslacht geplaatst:
- Holochilus brasiliensis (A. G. Desmarest, 1819)
- Holochilus chacarius O. Thomas, 1906
- Holochilus lagigliai Pardiñas, Teta, Voglino, & F. J. Fernández, 2013
- Holochilus nanus O. Thomas, 1897
- Holochilus oxe Prado, Knowles, & Percequillo, 2021
- Holochilus sciureus J. A. Wagner, 1842
- Holochilus venezuelae J. A. Allen, 1904

Aegialomys · Amphinectomys · Cerradomys · Drymoreomys · Eremoryzomys · Euryoryzomys · Handleyomys · Holochilus · Hylaeamys · Lundomys · Megalomys · Megaoryzomys · Melanomys · Microakodontomys · Microryzomys · Mindomys · Neacomys · Nectomys · Nephelomys · Nesoryzomys · Noronhomys · Oecomys · Oligoryzomys · Oreoryzomys · Oryzomys · Pattonimus · Pennatomys † · Pseudoryzomys · Scolomys · Sigmodontomys · Sooretamys · Tanyuromys · Transandinomys · Zygodontomys